# Eupithecia huachuca
Eupithecia huachuca es una especie de polilla de la familia Geometridae. La especie fue descrita por primera vez por John Arthur Grossbeck habiendo sido descrita en 1896, con distribución en el sur del estado de Arizona, Estados Unidos.
La envergadura es de unos 14 a 19 milímetros (0,6 a 0,7 plg). Tiene cierto parecido a una especie californiana pero que puede estar presente en Arizona, Nasusina vaporata.

## Distribución
El lectotipo de E. classicata fue un individuo macho localizado en las colinas de la sierra Huachuca en el sector del Cañón Carr del condado de Cochise, al sureste del estado Arizona donde abundan las plantas huésped.: 147  La especie ocurre en el mismo hábitat que E. biedermanata y E. classicata.